# I, Monarch
I, Monarch címmel jelent meg az amerikai Hate Eternal harmadik nagylemeze. A korong az Earache Records gondozásában 2005. június 27-én került a boltokba. Az albumot az ősz folyamán kezdték rögzíteni, Erik Rutan producerkedésével. Az albumot a közönség és a kritika egyaránt lelkesen fogadta, dicsérve a lemez változatosságát, a tagok hangszeres játékát, kiemelten Derek Roddy gyors és technikás dobolását. Zenei szempontból a korong több újdonságot is tartalmazott. A To Know Our Enemies című dal különböző zajokkal lett megterhelve, de a Sons of Darkness tibeti dobjai sem voltak megszokottak az előző két albumon.
Erik Rutan igyezekezett változatos gitárjátékot produkálni, a címadó dalban például masszív Voivod hatások fedezhetőek fel, de egy instrumentális dal is felvételre került Faceless One címmel.
A lemezt népszerűsítő turné során Budapesten is felléptek a Blue Hell klubban, ahol a technikás death metalt játszó svéd Spawn of Possession volt az előzenekar.

## Számlista
1. "Two Demons" – 03:55
2. "Behold Judas" – 04:21
3. "The Victorious Reign" – 03:38
4. "To Know Our Enemies" – 04:15
5. "I, Monarch" – 04:37
6. "Path to the Eternal Gods" – 03:28
7. "The Plague of Humanity" – 04:02
8. "It Is Our Will" – 04:41
9. "Sons of Darkness" – 04:56
10. "Faceless One" – 04:39

## Zenészek
- Erik Rutan - ének/gitár
- Randy Piro - basszusgitár
- Derek Roddy - dob